# Gymnasium am Münsterplatz
El Gymnasium am Münsterplatz (que antiguamente llevó varios otros nombres: Humanistisches Gymnasium, Pädagogium, Münsterschule, Schule auf Burg; en español: «Liceo Humanista», «Pedagógico», «Escuela de la Catedral», «Escuela del Castillo») es el instituto de enseñanza secundaria (Gymnasium) más antiguo de la ciudad de Basilea y, después del Collège Calvin de Ginebra, el segundo más antiguo de Suiza.
Desde el siglo XI existía aquí una escuela clerical de latín dirigida por el obispo.En 1529, por decisión del Gran Consejo, la educación pasó de manos de la iglesia a la ciudad. La escuela se fundó en 1589. Se encuentra frente a la catedral de Basilea.

## Historia
La escuela goza de buena reputación en la ciudad y entre 1600 y 1900 fue una de las más importantes y conocidas del ámbito germanoparlante. Aquí impartieron clases Friedrich Nietzsche y Jacob Burckhardt. Antiguamente la escuela solo admitía a jóvenes varones y se especializaba en los idiomas latín, griego antiguo y hebreo.
A partir de 1930, la escuela pasó a llamarse «Humanistisches Gymnasium» (HG) (Liceo Humanista). En 1968 se admitió a las primeras alumnas  y en 1973, la primera alumna aprobó la Matura. Desde la reforma escolar cantonal de 1997, la escuela se llama «Gymnasium am Münsterplatz» y además de latín y griego, se ofrecen español e inglés   y también la trilogía Filosofía-Pedagogía-Psicología como asignaturas de especialización. Además, se puede obtener un título de bachillerato bilingüe (alemán e inglés), así como el Diploma del Bachillerato Internacional (IB) con un fuerte enfoque en las asignaturas lingüísticas y científicas.
En el año escolar 2015/2016, 640 alumnos de 34 nacionalidades asistieron al instituto en cinco cursos. Eugen Krieger es el director de la escuela desde el verano de 2007.

## Personalidades

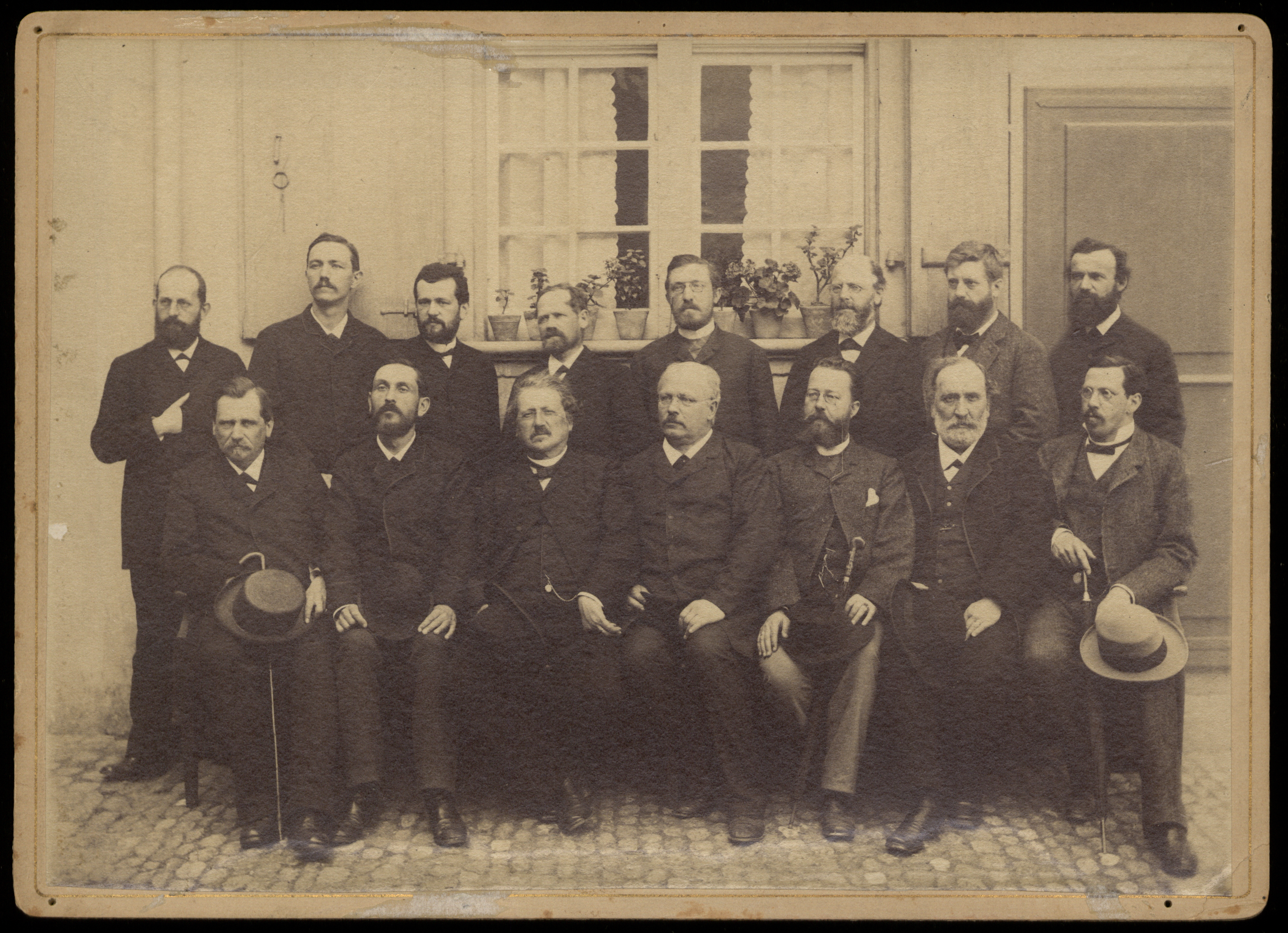
Foto de grupo (fotografía de 1889), profesores del Oberes Gymnasium de Basilea, de izquierda a derecha, arriba: Achilles Burckhardt, Fritz Tschopp, Albert Burckhardt, Rudolf Stähelin, Rudolf Kögel, Theophil Burckhardt-Biedermann, Emanuel Probst, Hans Theodor Plüss; abajo: Johann Jakob Oeri, Carl Grob, Jacob Achilles Mähly, director Fritz Burckhardt, Gustav Soldan, Felix Bertholet, Albert Riggenbach

Debido al prestigio del que siempre gozó este Gymnasium,  muchas personas notables pasaron por allí, como profesores o como alumnos. Entre los primeros destacan Thomas Platter el Viejo, Johann Bernoulli y Friedrich Nietzsche, mientras que entre los alumnos se cuentan representantes notables de todas las áreas del saber, como Leonhard Euler, Johann Peter Hebel, Arnold Böcklin, Carl Gustav Jung  o Alfred Dreyfus. A continuación una lista (cronológica):

### Rectores
- Thomas Platter el Viejo (1499–1582), humanista
- Johann Bernoulli (1667–1748), matemático
- Rudolf Hanhart (1780–1856), pedagogo, rector desde 1817 hasta 1831
- Friedrich Burckhardt (1830–1913), matemático, rector desde 1875 hasta 1902
- Hans Gutzwiller (1913–1988), filólogo clásico, rector desde 1946 hasta 1973

### Profesores
- Jakob Salzmann (1484–1526), profesor hasta 1511 y  reformador protestante
- Johannes Oporinus (1507–1568), profesor desde 1526
- Johannes Nysaeus Augustanus (1527–1599), profesor desde 1551 hasta 1556, reformador y superintendente en Baden-Hachberg
- Immanuel Stockmeyer (1814–1894), profesor de religión
- Jacob Burckhardt (docente y alumno, 1818–1897), historiador
- Christian Friedrich Schönbein (1799–1868), químico
- August Bercht (1790–1861), historiador
- Friedrich Nietzsche (1844–1900), filósofo
- Karl Ludwig Roth (1811–1860), filólogo clásico
- Alexandre Vinet (1797–1847), teólogo
- Wilhelm Vischer (1833–1886), historiador y político
- Wilhelm Bruckner (1870–1952), profesor de griego, latín, alemán e historia.
- Alfred Siegfried (1890–1972), profesor sancionado
- Werner Günther (1898–1988), profesor de alemán, germanista y docente universitario
- Lisette Bruderer-Goessler (1928–2007), primera profesora en el Gymnasiun Humanista, filóloga clásica
- Chester Gill (1928–2003), músico de jazz
- Georg Peter Landmann (1905–1994), filólogo clásico y traductor
- Beat Raaflaub (1946), Director de orquesta

### Graduados
| - Ludwig Lucius (1577–1642), teólogo reformado y docente universitario - Johann Rudolf Wettstein (1594–1666), político - Jakob I Bernoulli (1655–1705), matemático - Nicolas Samuel de Treytorrens (1671–1728), alcalde y pietista - Johann Rudolf Mieg (1694–1733), médico, botánico y docente universitario - Daniel Bernoulli (1700–1782), matemático y físico - Leonhard Euler (1707–1783), matemático y físico - Johann Jacob Huber (1707–1778), médico, botánico y docente universitario - Johann Jakob Faesch (1752–1832), párroco principal en Basilea - Johann Peter Hebel (1760–1826), poeta - Karl Ludwig Roth (1811–1860), filólogo clásico - Arnold Böcklin (1827–1901), pintor - Jonas Breitenstein (1828–1877), poeta y párroco - Martin Birmann (1828–1890), político, filántropo y escritor - Henri Vuilleumier (1841–1925), clérigo evangélico y profesor universitario - Johann Jakob Stutz (1842–1913), jurista y político - Carl Spitteler (1845–1924), escritor - Alfred Dreyfus (1859–1935), oficial francés (caso Dreyfus) - Eduard Riggenbach (1861–1927), teólogo - August Burckhardt (1868–1935), historiador y bibliotecario - Anton Rimathé (1874–1943), funcionario sindical y político - Carl Gustav Jung (1875–1961), psicólogo - Hans Bernoulli (1876–1959), arquitecto (consejero nacional) - Fritz Liebrich (1879–1936), profesor y escritor en dialecto - Lukas Christ (1881–1958), clérigo - Gottlob Wieser (1888–1973), clérigo evangélico - Hans Martin Sutermeister (1907–1977), cazador de errores judiciales | - Hans Wildberger (1910–1986), clérigo evangélico y docente universitario - Werner Bieder (1911–1999), clérigo evangélico y científico misionero - Hans-Peter Tschudi (1913–2002), político (consejero de Estado de Basilea, Consejo Federal) - Hans Erzer (1915–2009), jurista y político (consejero de Estado de Solothurn) - Jean-Jacques von Allmen (1917–1994), clérigo evangélico y docente universitario en Neuchâtel - Felix Tschudi (1917–2010), teólogo - Ernst Peter Billeter (1919–2002), matemático e informático - Werner Schmalenbach (1920–2010), historiador del arte alemán-suizo y director de museo - Ernst Erhard Müller (1921–2010), docente universitario suizo - Lukas Vischer (1926–2008), teólogo - Klaus Linder (1926–2009), pianista, director de la Academia de Música de la ciudad de Basilea - Hans Fünfschilling (* 1940), político (consejero de Estado de Basilea-Campiña, miembro del Consejo de los Estados) - Thüring Bräm (* 1944), director de orquesta y compositor, rector de la Escuela Superior de Músiica de Lucerna - François Conod (1945–2017), escritor - Werner Müller (* 1933), médico y docente universitario - Moritz Leuenberger (* 1946), político (miembro del Consejo Federal) - Ralph Eichler (* 1947), físico - Felix Gutzwiller (* 1948), político (miembro del Consejo de los Estados) - Claude Janiak (* 1948), político (miembro del Consejo Nacional) - Andreas Burckhardt (* 1951), político (miembro del Gran Consejo de Basilea-Ciudad) - Hans Martin Tschudi (* 1951), político (consejero de Estado de Basilea-Ciudad) - Rudolf Rechsteiner (* 1958), político (miembro del Consejo Nacional) - Ludwig Theodor Heuss (* 1961), médico y editor - Black Tiger (* 1972), rapero - Nubya (* 1974), cantante - Lukas Engelberger (* 1975), político (consejero de Estado de Basilea-Ciudad) |